# Doloclanes acteon
Doloclanes acteon är en nattsländeart som beskrevs av Schmid 1991. Doloclanes acteon ingår i släktet Doloclanes och familjen stengömmenattsländor. Inga underarter finns listade i Catalogue of Life.